# Амердинген
Амердинген (њем. Amerdingen) општина је у њемачкој савезној држави Баварска. Једно је од 43 општинска средишта округа Донау-Рис. Према процјени из 2010. у општини је живјело 871 становника. Посједује регионалну шифру (AGS) 9779112.

## Географија
Амердинген се налази у савезној држави Баварска у округу Донау-Рис. Општина се налази на надморској висини од 530 метара. Површина општине износи 19,1 km².

## Становништво
У самом мјесту је, према процјени из 2010. године, живјело 871 становника. Просјечна густина становништва износи 46 становника/km².